# Crêt-du-Midi
De Crêt-du-Midi is een berg in de Walliser Alpen, en is gelegen in de gemeente Chalais. De berg is via een gondel met het skistation Vercorin verbonden.